# Theodor Schädler
Theodor Schädler (* 2. Januar 1896 in Triesenberg; † 23. Dezember 1975 in Bad Waldsee) war ein Anführer der Volksdeutschen Bewegung in Liechtenstein (VDBL) und überzeugter Nationalsozialist.

## Leben
Theodor Schädler war der Sohn des Schneidermeisters Hieronymus Schädler und Rosina Schädler aus Triesenberg. Seit 1925 war er mit Amalia Deschelmayer verheiratet und hatte vier Kinder. Theodor Schädler war studierter Elektroingenieur. 1929 bis 1939 war er Leiter der Lawena Kraftwerke, eines Liechtensteiner Landesunternehmens, welches den Fluss Lawena zur Erzeugung von elektrischem Strom nutzte.
Im Januar 1939 wurde er wegen seiner Aktivitäten bei der Volksdeutschen Bewegung in Liechtenstein vom Dienst suspendiert. Am 24. März 1939 versuchte er zusammen mit Teilen der Vorarlberger SA und NSKK, die Regierung von Liechtenstein unter Regierungschef Josef Hoop und dem Fürsten Franz Josef II. zu stürzen. Der Putsch scheiterte nach wenigen Stunden, unter anderem wegen einer Intervention von Adolf Hitler. Am 25. März 1939 wurde er auf Anweisung des stellvertretenden Regierungschefs Alois Vogt in Haft genommen. Auf Bitten der deutschen Regierung wurde er im Dezember 1939 nach Deutschland abgeschoben. Nach dem Krieg wurde er zu einer mehrjährigen Haftstrafe in Abwesenheit verurteilt. Deutschland lieferte Schädler jedoch nicht aus. 1956 wurde er von Fürst Franz Josef II. begnadigt. Schädler blieb nach dem Zweiten Weltkrieg in Deutschland und kehrte nicht mehr nach Liechtenstein zurück.